# Лиъматов, Курбан Лиъматович
Курбан Лиъматович Лиъматов (Лиматов; род. 20 марта 2007, Москва) — российский хоккеист, защитник.

## Биография
Родом из селения Шуркли (возможно, покинутое село Шулерчи) Дахадаевского района Дагестана, но родился в Москве. Наличие необычного с точки зрения русского языка твёрдого знака после гласной в фамилии объясняет ошибкой в паспорте деда.
С четырёх лет — в хоккейной школе ЦСКА, в 2022 году перешёл в «Динамо». С сезона-2023/24 — игрок команды МХЛ МХК «Динамо». 1 марта 2025 года в домашней игре против «Куньлунь Ред Стар» (6:3) дебютировал в КХЛ.